# Boyan Slat
Boyan Slat, né le 27 juillet 1994 à Delft, est un militant écologiste néerlandais d'origine croate. Il abandonne ses études en ingénierie aéronautique à l'université de technologie de Delft pour lancer son entreprise: The Ocean Cleanup. Qu'il dirige en visant à nettoyer les océans et notamment le vortex de déchets du Pacifique nord.

## Biographie
Boyan Slat est le fils d'un peintre croate et d'une guide touristique néerlandaise. Sa volonté de nettoyer les océans remonte à ses 16 ans, alors qu'il fait de la plongée en Grèce et qu'il se rend compte de la pollution plastique de la mer. À l'âge de 18 ans, il quitte sa première année d'ingénieur aérospatial pour s'y consacrer entièrement.

## The Ocean Cleanup
Le principe du nettoyage des océans est le placement de barrières flottantes en forme de "V" d'une profondeur de 3 m. Les barrières retiendront les plastiques et autres objets à la dérive et les conduiront vers une plateforme d'extraction. Cette plateforme, fonctionnant à l'énergie solaire, récupérera les matières en vue de leur évacuation et leur recyclage. 
Le projet est popularisé par sa participation à une conférence TED (« How the Oceans can clean themselves », ou "Comment les Océans peuvent se nettoyer eux-mêmes") en 2012. Après avoir gagné en notoriété, le projet est passé dans une phase de pré-réalisation grâce à un financement participatif de 2 millions de dollars.
Après une phase d'expérimentation en 2017 dans la mer du Nord destinée à vérifier la résistance du projet aux intempéries, le projet doit être lancé dans le courant de 2018, afin de lutter contre le vortex de déchets du Pacifique nord.
Le premier dispositif, appelé System 001, quitte le port de San Francisco le 10 septembre 2018. D'une longueur de 600 m et d'une profondeur de 3 m, il doit parcourir près de 450 km pour atteindre le vortex depuis la Californie, tracté par le Maersk Launcher. Il est mis en place le 17 octobre 2018. 
Un mois après sa mise en service, on constate que si le dispositif en forme de U parvient bien à capter le plastique, celui-ci a tendance à sortir du filet, car la barrière flottante se déplace plus lentement que les déchets. Pour y remédier, il est prévu d'écarter les extrémités de la barrière, pour passer de 60 à 70 mètres de distance. Le 29 décembre, une équipe d'inspection constate que la barrière s'est brisée, à 18 mètres de l'extrémité. L'essai doit être arrêté, après avoir récolté environ deux tonnes de plastique.
En septembre 2019, un nouveau prototype est mis en place dans le vortex de déchets du Pacifique nord. L'ajout d'une ancre et d'un parachute-frein crée une différence de vitesse entre les plastiques et la barrière, permettant ainsi de collecter les déchets sans effort extérieur. Si les résultats sont concluants, le projet doit être lancé à grande échelle dans le Pacifique Nord au deuxième trimestre 2021.
En novembre 2019, il dévoile un nouveau projet, The Interceptor, destiné à lutter contre la pollution plastique dans les cours d'eau : mille fleuves sont responsables de 80 % de la pollution plastique mondiale des océans, selon les données avancées. Le projet prend la forme d'une barge autonome de 24 mètres de long, alimentée par des panneaux solaires. Boyan Slat vise à déployer The Interceptor dans les mille rivières les plus polluées du monde d'ici cinq ans. Les deux premières barges ont été déployées en octobre 2019 en Malaisie et en Indonésie.
Des lunettes de soleil produites à partir de déchets plastiques sont commercialisées à partir de septembre 2020.

## Récompense
En novembre 2014, Boyan Slat s'est vu décerner le prix "Champions of the Earth" dans la catégorie "Inspiration et action", dans le cadre du Programme des Nations unies pour l'environnement (PNUE).
En décembre 2017, il se voit décerner le titre de Néerlandais de l'année par le magazine Elsevier,.

## Île de Tsushima
En juin 2015, Boyan Slat, alors âgé de 21 ans, entreprend avec sa fondation une première expérience à grande échelle de nettoyage des océans en collaboration avec les autorités de l'île de Tsushima, située entre le Japon et la Corée du Sud. Une étude de faisabilité débutant en juin 2015 et dont les résultats sont attendus pour février 2016 lancera l'installation d'un barrage flottant de 2 km de long au large de l'île. L'objectif du projet est la récupération des déchets flottants et ensuite le recyclage des matières récupérées. Le démarrage du projet est effectif en juin 2016. En février 2017, le projet Tsushima n'a pas encore vu le jour.[réf. nécessaire]

## Divers
Il participe à la réunion du groupe Bilderberg de 2017.